# Ivo Rudiferia
Ivo Rudiferia (1966) es un deportista italiano que compitió en snowboard. Ganó una medalla de oro en el Campeonato Mundial de Snowboard de 1996, en la prueba de eslalon paralelo.

## Medallero internacional
| Campeonato Mundial | Campeonato Mundial | Campeonato Mundial | Campeonato Mundial |
| Año                | Lugar              | Medalla            | Competición        |
| ------------------ | ------------------ | ------------------ | ------------------ |
| 1996               | Lienz (Austria)    | Medalla de oro     | Eslalon paralelo   |